# Dolittle (film)
A Dolittle 2020-ban bemutatott amerikai fantasy-kalandfilm, amelyet Stephen Gaghan írt és rendezett a Doctor Dolittle című meseregény alapján. A főbb szerepekben Robert Downey Jr., Michael Sheen, Harry Collett és Jessie Buckley láthatók. A film zeneszerzője Danny Elfman.
Az Amerikai Egyesült Államokban 2020. január 17-én, Magyarországon 2020. január 16-án mutatták be a mozikban.

## Cselekmény
|  | Alább a cselekmény részletei következnek! |

Egy fiatal fiú az erdőben vadászik a nagybátyjával, aki arra kényszeríti, hogy vadkacsákra lőjön. A fiú elfordítja a puskáját és a lövéssel véletlenül egy mókust talál el. Egy beszélő papagáj repül oda, és a fiút Dr. Dolittle birtokához vezeti, ahol egy titkos járaton be tudnak jutni a kertbe.
Dr. John Dolittle, a fiatal Viktória királynő Angliájának híres orvosa és állatorvosa néhány éve elveszítette feleségét, Lilyt, aki tengeri felfedezőútra indult, de a hajója viharba került és elsüllyedt. Azóta Dolittle elhanyagolt külsejű remeteként él a birtok magas falai mögött, társasága csupán egzotikus állatainak seregletéből áll, akiknek nem csak megérti a beszédét, hanem válaszolni is tud nekik.
A fiú a kertben többek között elefántokat és zsiráfokat lát, majd amikor feltűnik egy jegesmedve és megindul felé, a fiú megijed és futni kezd, de egy háló csapdába ejti.
A házban lakó állatok jelentik a gazdájuknak, hogy a csapdában van valaki. Ugyanakkor a csapda közelében egy úri módra öltözött kislány jelenik meg, aki szintén Dr. Dolittle segítségét kéri, mert a  fiatal Viktória királynő súlyos beteg, és szeretné, ha Dr. Dolittle meggyógyítaná. Dr. Dolittle kijelenti, hogy ő már nem foglalkozik gyógyítással, pláne nem emberek gyógyításával. Amikor azonban az állatai felhívják rá a figyelmét, hogy ha a királynő meghal, akkor a birtok tulajdonjoga visszaszáll a királyi házra, őket pedig szélnek eresztik, Dr. Dolittle véleménye megváltozik.
Elsősorban megműti a mókust, majd megfürdik, hajat és szakállat vágat, majd egy strucc hátán elindul a Buckingham-palotába. Ott a beteg királynő ágyánál Dr. Dolittle keverék kutyája furcsa szagra lesz figyelmes, amit egy botanikai könyv segítségével beazonosítanak. Dr. Dolittle utasításba adja az őt megkereső fiatal lánynak, hogy csak ő adjon ételt és italt a királynőnek. Ugyanis nadragulya mérgezésre gyanakszik. Az ellenméreg gyümölcse egy ismeretlen szigeten nő, ami nincs rajta egyetlen térképen sem. Azonban Dr. Dolittle tudja, hogy Lily, a gondos felfedező minden fontos dolgot feljegyzett a naplójába, amit most az apja őriz, aki uralkodó a kalózok távoli szigetén. Elsősorban ide kell eljutniuk, majd el kell lopni a naplót, és az alapján megkeresni a szigetet, és rajta a fát.
Azonban a királynő egyik hadvezére, Lord Thomas Badgley (aki titokban a trónra pályázik) megbízza az udvari orvost, hogy egy hadihajón eredjen Dr. Dolittle nyomába és alkalmas időben süllyessze el.
Dr. Dolittle a vitorláshajón fedezi fel, hogy a korábban látott fiú feljutott a hajóra, és tanoncsegédnek ajánlkozik. A fiú mindenféle megbízást kap és lassan kezdi megérteni a különféle állatok beszédét.
Egyik alkalommal a hadihajó lövéseket ad le rájuk, Dr. Dolittle egy bálna segítségét kéri, aki egy víz alatti hámba bújik, és nagy sebességgel vontatni kezdi a hajót, így üldözőik lemaradnak.
Lily apjának palotájába nehéz bejutni, főleg abba a terembe, ahol a kincseket őrzik, köztük Lily naplóját. Hangyák segítségével kinyitják a zárat. A fiú bújik be a keskeny rácsok közé, és meg is szerzi a naplót, de egy óvatlan szitakötő miatt, aki odáig segített, elfogják őket. Dolittle láncra verve várja a börtönben, hogy egy bengáli tigris élve szétmarcangolja és felfalja, aki azért haragszik rá, mert korábban Dolittle nem fejezte be az ő lelki problémájának kezelését, mert el kellett menekülnie a menyasszonyával a frigyet ellenző apa elől.
A szitakötő értesíti a hajón várakozó állatokat, így azok Dolittle megmentésére sietnek. A jegesmedve elterelő műveletként robbant, a gorilla pedig felfeszíti a börtönrácsot, bejut a cellába, megküzd a tigrissel, akit egy fojtó szorítással elkábít.
Azonban a tengerparton újból elfogják őket, az udvari orvos megszerzi Lily naplóját és útra kel, előtte egy lövéssel elsüllyeszti Dolittle hajóját.
Lily apja megszánja őket, és ad egy hajót, hogy folytathassák útjukat az ismeretlen sziget felé. Azonban az udvari orvos már lesben várja őket fegyveres katonákkal egy barlangban, ahova a térkép vezette őket. A barlangban nincsen semmiféle fa, ellenben van egy tűzokádó sárkány, aki irtani kezdi a katonákat. Végül a gyilkolászásban kifáradva megpihen. Dolittle látja rajta, hogy orvosi segítségre van szükség, ezért felajánlja, hogy megvizsgálja. A sárkány annyira rosszul van, hogy megengedi neki. Dolittle bélelzáródást állapít meg, amit azonnal kezelni kezd. Mindenféle páncélok és fegyverek kerülnek elő a sárkány végbeléből, majd nagy mennyiségű bélgáz távozik. A sárkány hálából egy vízesés mögé irányítja őket, ahol egy fa áll, az, aminek a gyümölcsére szükségük van a királynő meggyógyításához.
Megszerzik a gyümölcsöt, és igyekszenek vissza a Buckingham-palotába, ahol kisebb közelharc után be tudják adni a királynőnek a gyümölcs néhány cseppjét, amitől az mindjárt jobban lesz.
Dolittle felfedi, hogy távozása előtt elhelyezett egy észrevehetetlen „kémet” egy botsáskát egy William Turner festmény keretén, így az elmondja neki, hogy a királynő bizalmasa a jobb zsebében egy méregfiolát rejteget. A merénylőt elfogják és elvezetik a Londoni Tower börtönébe.
Az udvari orvos a távoli barlangban maradt, és bár azt hiszi, hogy megérti a vérszívó denevérek nyelvét, azok tömeges támadást indítanak ellene.
Dolittle újra megnyitja birtoka kapuit a beteg páciensek előtt, Tommy is ott dolgozik, mint a segédje.
A hálás királynő mindenkit kitüntet, aki részt vett az akcióban, az állatokat is, amit a stáblista alatt lefutó festmények örökítenek meg.
|  | Itt a vége a cselekmény részletezésének! |

## Szereplők
| Szereplő | Színész                | Magyar hang            | Leírás                                                                 |
| --- | ---------------------- | ---------------------- | ---------------------------------------------------------------------- |
| Dr. John Dolittle | Robert Downey Jr.      | Fekete Ernő            |                                                                        |
| Tommy Stubbins | Harry Collett          | Kretz Boldizsár        | fiatal fiú, aki tanoncnak ajánlkozik Dolittle mellé                    |
| Rassouli király | Antonio Banderas       | Gémes Antos            | Lily apja                                                              |
| Dr. Blair Müdfly | Michael Sheen          | Rátóti Zoltán          | a királyi udvar orvosa                                                 |
| a fiatal Viktória királynő | Jessie Buckley         | Mentes Júlia           |                                                                        |
| Arnall Stubbins | Ralph Ineson           | Schneider Zoltán       | Tommy nagybátyja                                                       |
| Bethan Stubbins | Ralph Ineson           | Solecki Janka          | Tommy nagynénje                                                        |
| Lord Thomas Badgley | Jim Broadbent          | Németh Gábor           |                                                                        |
| Lily Dolittle | Kasia Smutniak         | Csuha Bori             |                                                                        |
| Lady Rose | Carmel Laniado         | Vida Sára              |                                                                        |
| Arnall Stubbins Jr. | Sonny Ashbourne Serkis | Tóth Márk              | Tommy rokona                                                           |
| Sir Gareth | Oliver Chris           | Czető Roland           |                                                                        |
| Érsek | Clive Francis          | Kajtár Róbert          |                                                                        |
| Hadnagy | Mark Umbers            | Tasnádi Bence          |                                                                        |
| Don Termessino | David Sheinkopf        | Sarádi Zsolt           |                                                                        |
| Szereplő | Eredeti hang           | Magyar hang            |                                                                        |
| Poli | Emma Thompson          | Kovács Nóra            | arapapagáj                                                             |
| Csi-Csi | Rami Malek             | Kovács Lehel           | gorilla – igen erős, de félős                                          |
| Josi | John Cena              | Galambos Péter         | jegesmedve – aki mindig fázik és egy színes sapkát hord                |
| Plimpton | Kumail Nanjiani        | Horváth-Töreki Gergely | strucc                                                                 |
| Dab-Dab | Octavia Spencer        | Kocsis Mariann         | házi kacsa                                                             |
| Dzsip | Tom Holland            | Baráth István          | keverék kutya                                                          |
| Kevin | Craig Robinson         | Nagypál Gábor          | mókus – bosszút esküszik Tommy ellen, de nem tesz semmi rosszat ellene |
| Barry | Ralph Fiennes          | Kautzky Armand         | bengáli tigris a kalózkirály palotájában                               |
| Betsy | Selena Gomez           | Csifó Dorina           | zsiráf                                                                 |
| Tutu | Marion Cotillard       | Pálfi Kata             | róka                                                                   |
| Ginko-Who-Soars | Frances de la Tour     | Básti Juli             | sárkány – a különleges gyümölcsfa őrzője                               |
| James | Jason Mantzoukas       | Kapácsy Miklós         | szitakötő – a kalózkirály palotájában némi útbaigazítást nyújt         |
| Humphrey | Tim Treloar            | Varga Rókus            | bálna – egy darabon vontatja a hajót                                   |
| További magyar hangok |                        |                        |                                                                        |
| Bárány Virág, Bartók László, Bergendi Áron, Czifra Krisztina, Debreczeny Csaba, Engel-Iván Lili, Fehérváry Márton, Gacsal Ádám, Gyurin Zsolt, Hermann Lilla, Lipcsey Colini Borbála, Mayer Maya, Mohácsi Nóra, Nádorfi Krisztina, Németh Attila, Sipos Eszter Anna, Sörös Miklós, Szabó Andor |                        |                        |                                                                        |

## A film készítése
2017. március 20-án bejelentették, hogy Robert Downey Jr. kapja Doktor Dolittle főszerepét, amely egy filmadaptáció. 2017 decemberében Harry Collett és Jim Broadbent csatlakoztak a filmhez. 2018 februárjában Antonio Banderas és Michael Sheen élőszereplős szerepet kaptak, míg Tom Holland, Emma Thompson, Ralph Fiennes és Selena Gomez állatok hangját szinkronizálják, többek között tigrist, medvét, papagájt, zsiráfot. 2018 márciusában Kumail Nanjiani, Octavia Spencer, John Cena, Rami Malek, Craig Robinson, Marion Cotillard, Frances de la Tour és Carmen Ejogo csatlakozott a szerepgárdához a hangjukkal. A kész filmből kivágták Regine karakterét, egy oroszlánt, akit Ejogo szólaltatott meg.
A film forgatása 2018. február közepén kezdődött. Az élőszereplős jeleneteket 2018 májusában forgatták Kirkby Lonsdale-ben, Cumbria-ban. A további forgatási helyszínek; Windsor Park és a Menai-szoros hídja (Északnyugat-Wales).